# Theodor Ghica
Theodor Ghica a fost un politician român din secolul al XIX-lea, ministru în guvernul Barbu Catargiu format la București, între 22 ianuarie și 24 iunie 1862, după Mica Unire și după unirea administrativă a Principatelor Române.